# Euclides Pereira
Euclides Pereira de Macedo (7 de mayo de 1941) es un artista marcial brasileño retirado. Es famoso por su carrera en el vale tudo del norte de Brasil a lo largo del siglo XX, siendo una de las figuras más destacadas de este círculo. Actualmente trabaja como entrenador de artes marciales mixtas (MMA) y luta livre.

## Biografía
Euclides nació en 1941 en Currais Novos, en el noreste de Brasil. Su familia se mudó a la ciudad de Natal cuando era niño, y por deseo de su madre entró en el Colégio Salesiano aspirando a ser sacerdote. Sin embargo, Euclides carecía de vocación, y a los 17 años dejó el colegio para ir a trabajar en el hotel Boa Viagem en Recife, Pernambuco. Fue entonces que empezó a entrenar en artes marciales, uniéndose a la escuela de José Jurandir Moura, que se encontraba al lado de la pensión en que vivía. Antiguo aprendiz de George Gracie y Takeo Yano en el terreno del jiu-jitsu brasileño, Moura afirmaba que cualquier luchador de vale tudo debía conocer al menos cinco disciplinas. Por ello, Pereira aprendió judo, karate, capoeira y boxeo con maestros como Hayashi Kawamura y José Fidelis y tuvo poco después su debut en el circuito de vale tudo, noqueando a Waldo Santana, hermano del legendario Waldemar Santana.
Euclides se hizo rápidamente muy popular, y gracias a su agresividad y carisma recibió el apodo de "O Diavo Louro" ("El Diablo Rubio"), ganando fanes en todos los estamentos sociales. Desde 1958 hasta los años 80, Euclides tuvo actividad en el vale tudo del norte de Brasil, y se convirtió en la estrella del programa TV-Ringue Torres, que televisaba combates en esta región. Ante sus cámaras, Pereira compitió primero en reglas de grappling por dos años, y los restantes en vale tudo completo, llegando a enfrentarse a oponentes de peso muy superior. La fama de Pereira hablaba de su rapidez, resistencia y sobre todo sus duros codazos frontales, y se decía que era imposible realizar leglocks en él. Numerosas fuentes citan su récord como 350-0-20, pero esa clase de cifras eran una táctica promocional muy propia del vale tudo de la época y no deberían ser tomadas como una aseveración exacta.
Uno de los oponentes más famosos de Pereira fue Ivan Gomes, que había entrenado con él en la escuela de Moura, y con el que se enfrentó en varias ocasiones. A pesar de la ventaja de más de 30kg con que contaba Gomes, Pereira y él nunca consiguieron un resultado claro, empatando en todas sus contiendas. La más famosa de ellas, sucedida en 1967 en Petrolina, tuvo un final peculiar: después de diez rondas y casi dos horas de combate, los árbitros decidieron parar la lucha debido a que el sol se estaba poniendo sobre el pabellón a cielo abierto en el que luchaban, ya que la luz era insuficiente y el estadio no contaba con medios para iluminar el cuadrilátero. Pereira aceptó esta decisión, ya que nunca se había estipulado que el combate tuviera tiempo ilimitado, pero Gomes se quejó abiertamente y aseguró ser capaz de seguir luchando, a pesar de que tenía un pie roto después de una patada alta mal realizada. El árbitro, confuso por las circunstancias, creyó que Euclides estaba abandonando y levantó el brazo de Ivan, pero los miembros de la mesa de jueces se apresuraron a aclararlo.
En 1963, Pereira se desplazó de Pernambuco a Salvador de Bahía por oferta de un promotor, y tuvo su primera lucha allí venciendo en tres rondas a un enorme luchador apodado King Kong. Poco después Euclides retó a Waldemar Santana, quien era otra leyenda del vale tudo por sus batallas contra Carlson y Hélio Gracie, pero éste no respondió hasta dos años más tarde. El primer combate entre ambos fue un empate, mientras que el segundo fue ganado por Pereira. Los dos tendrían otra lucha años después, la cual fue corta y violenta: Pereira cargó contra Santana y le asestó múltiples golpes, dañándole de tal forma que Santana abandonó el cuadrilátero y se negó a volver a él, y fue arrestado por la policía por incumplir el contrato de la lucha. La última pelea entre ambos fue en Brasilia, en la que Santana dio una mucho mejor exhibición, haciendo que Euclides, a pesar de que ganó por decisión unánime, no fuera capaz de finalizarle. Pereira felicitó a Waldemar tras la lucha y en adelante habló de él con gran respeto y admiración.
Uno de sus más famosos combates sería contra Carlson Gracie en septiembre de 1968. Sus familiares habían hablado duramente de Pereira, hasta el punto de proclamar que no duraría 30 segundos ante Carlson, por lo que rápidamente Euclides aceptó el reto de enfrentarse a él. Las negociaciones del combate fueron largas, y se tardó 5 años completos en concretar el combate, hasta que los promotores de Salvador de Bahía aceptaron todas las reglas que los Gracie exigían y dieron luz verde. Durante este tiempo, Carlson entrenó con Ivan Gomes para familiarizarse con el estilo de Pereira, mientras que Euclides tomó su entrenamiento mucho más libremente. Llegado el combate, celebrado el 6 de septiembre en el estadio de Fonte Nova ante 80000 personas, Pereira ejecutó una estrategia especializada. Conociendo la habilidad de Carlson en la lona, Euclides se mantuvo alejado de ella con sus habilidades de lucha libre y aprovechó su superioridad en el golpeo para atacar de pie, castigando duramente a Gracie a lo largo de varias rondas mientras evadía sus intentos de sumisión. En el más dramático de ellos, Pereira se arrojó por entre las cuerdas del cuadrilátero para romper una guillotine choke que Carlson intentaba aplicarle. Por lo demás, la ventaja se mantuvo casi en todo momento con Euclides, quien casi noqueó a Carlson en la cuarta ronda, rompiéndole la nariz y dañando la región de sus ojos con sus puñetazos. Después de una pelea de 50 minutos, Pereira fue declarado ganador sobre un Carlson sumamente maltrecho y sangrante. 
Después de la pelea, los Gracie se quejaron de que los árbitros habían estado en contra de Carlson y que la táctica de Pereira de salir del ring debería haberle descalificado, a pesar de que tal movimiento era muy común en la época y estaba permitido (de hecho, el propio Carlson la había usado más de una vez para escapar de las llaves de Waldemar Santana). Pereira y su mánager Clésio Atahnásio propusieron una revancha, la cual estaba originalmente estipulada en el contrato del combate, pero Carlson rechazó el ofrecimiento, citando un deseo de centrarse en la enseñanza y no en la competición en ese momento.
En 1979, superados los 40 años y cerca de su retiro, Euclides tuvo otra lucha particularmente famosa con otra estrella del vale tudo, Rei Zulu. A pesar de no poseer entrenamiento en artes marciales, Zulu era usuario de un estilo de pelea callejera basado en su fuerza y tamaño, que no eran pocos, y constituía un oponente tenaz. Pereira prevaleció en una contienda prolongada y muy reñida, escapando de una guillotine choke y haciendo sangrar a Zulu con golpes, antes de derribarlo y someterlo desde la media guardia con su propia guillotine choke.
En la actualidad, su última lucha habiendo sido en 1982, Pereira trabaja como entrenador de luta livre y gerente de un restaurante en Riacho Fundo.